# شوتا سوزوکی (بازیکن فوتبال، زاده ۱۹۹۶)
شوتا سوزوکی (ژاپنی: 鈴木 翔太؛ زادهٔ ۲۴ نوامبر ۱۹۹۶) یک بازیکن فوتبال اهل ژاپن است.
از باشگاه‌هایی که در آن بازی کرده‌است می‌توان به باشگاه فوتبال فوجی‌ئدا اشاره کرد.